# Ponzano Veneto
Ponzano Veneto – miejscowość i gmina we Włoszech, w regionie Wenecja Euganejska, w prowincji Treviso.
Według danych na rok 2004 gminę zamieszkiwało 9760 osób, 443,6 os./km².